# 紅胸龍鰻鰍
紅胸龍鰻鰍為輻鰭魚綱合鰓目鰻鰍科的其中一種，分布亞洲印尼及馬來西亞的淡水水域，體長可達3.1公分，棲息在底層水域，屬肉食性。